# Миколай Стадницький (белзький воєвода)
Миколай Стадницький (пол. Mikołaj Stadnicki; бл. 1446 — 20 липня 1490, Краків) — польський шляхтич, військовик та урядник Корони Польської. Представник роду Стадницьких гербу Дружина.

## Життєпис
Народився близько 1446 року. Батько — Миколай Стадницький, лицар пасований, найвищий ложний королівський (або підкоморій двору), матір — друга дружина батька Катажина, дочка Пашка з Гродзіни та Жмигроду. Після смерті батька матір вийшла заміж за Кшеслава Войшика з Войчі.
Матір доклала зусиль для того, щоб Миколай здобув добру освіту і фах. 1462 року викупив у матері запис батька в сумі 400 гривень, які були її віном та посагом; пізніше встановив для неї записи правом доживоття на батьківських маєтностях. Другою частиною спадку батька були маєтності в околицях міста Мостиська. Близько 1476 року став фундатором костелу в селі Раденичі.
Посади (уряди): белзький воєвода (отримав між 19 травня і 16 липня 1489 року), перемиський каштелян (отримав до 12 квітня 1481).
Згаданий придворним короля Казимира IV Ягеллончика в 1473 році.
1490 року разом зі Станіславом Млодзейовським гербу Стариконь були поручителями позики 3800 угорських флоринів для короля Казимира Ягелончика та королевича Яна Ольбрахта.

### Сім'я
Дружина — Барбара з Недзьведзя (пол. Niedźwiedź) і Бйоркува (пол. Biorków), дочка краківського бургграфа Яна Галки, єдина спадкоємиця замку у Кшелуві з належними до нього селами. Діти:
- Анджей
- Станіслав
- Ян
- Катажина, дружина[6] Миколая Лянцкоронського з Бжезя, краківського бургграфа[7]
- Барбара, дружина Миколая Фриштацького та Миколая Баля з Гочви
- Дорота[6]